# Synowie i kochankowie
Synowie i kochankowie (ang. Sons and Lovers) – powieść D.H. Lawrence’a wydana w 1913 roku, uważana za jedno z najlepszych dzieł angielskiego pisarza.
Lawrence zawarł w niej wiele wątków autobiograficznych oraz przeżyć z młodości. Głównym bohaterem powieści jest Paweł Morel, wrażliwy i utalentowany artystycznie chłopiec, a potem młodzieniec, pochodzący z niezamożnej górniczej rodziny z Nottinghamshire. Pisarz przedstawia jego losy, ukazując przemożny wpływ, jaki wywarła na niego nieszczęśliwa w małżeństwie z prostym górnikiem i oddana całkowicie dzieciom matka. W powieści odnaleźć można echa takich wydarzeń z życia samego Lawrence’a, jak ciężka choroba samego bohatera w dzieciństwie oraz śmierć będącego oczkiem w głowie rodziny zdolnego starszego brata, który opuścił górniczą osadę, aby walczyć o awans społeczny w Londynie.
Na podstawie powieści Synowie i kochankowie powstał w 1960 roku film fabularny w reżyserii Jacka Cardiffa oraz w 1981 roku serial produkcji BBC.